# ヴァイオリン協奏曲 (ストラヴィンスキー)
ヴァイオリン協奏曲 ニ調 （Violin Concerto in D）は、ロシア出身の作曲家イーゴリ・ストラヴィンスキーが作曲した唯一のヴァイオリン協奏曲。

## 概要
1930年、ストラヴィンスキーが48歳の時に、ポーランド系アメリカ人のヴァイオリニスト、サミュエル・ドゥシュキンと出会った。当時ドゥシュキンはまだ有名な存在ではなかったが、彼はストラヴィンスキーにヴァイオリン協奏曲の作曲を依頼し、報酬も支払うと申し出て、さらにストラヴィンスキーへの協力を買って出たという。ストラヴィンスキーも彼を生得の才能を持ったヴァイオリニストとして賞賛しているが、彼の依頼に関しては当初、ヴァイオリンのための協奏曲を書くには楽器に関する広範な知識が必要であることを考慮したのか、あまり乗り気ではなかったという。
作曲は1931年の早春にニースにて着手され、全体は9月に完成した。なお第1楽章は3月末に完成し、第3楽章はグルノーブル近郊のイゼール県ヴォレップ（Voreppe）において、初演直前の9月に完了したという。作曲に当たってストラヴィンスキーはドゥシュキンやヒンデミットにも意見を求めており、ドゥシュキンは細部にいたるまで技巧上の注意点などを助言した。またヒンデミットからは常套的な指使いにとらわれず、それらに左右されない楽想を生み出せるのではないか、という助言を受け、作曲者の抱えていた疑問が解決し、元気づけられたという。
初演は1931年10月23日に、ベルリンの放送局でドゥシュキンとストラヴィンスキーの指揮、ベルリン放送交響楽団の演奏により世界初演（形式としては放送初演）が行なわれた。初演後、批評家からの反応は賛否相半ばだったが（「曲芸的である」等といった批判を受けている）、芸術家の間では高い評価を得た。
出版は1931年にショット社から。また協奏曲の手稿譜にはドゥシュキンに対する献辞が添えられ、彼に献呈されている。

## 編成
- 独奏ヴァイオリン
- 木管楽器：ピッコロ、フルート2、オーボエ2、コーラングレ、E♭管クラリネット、クラリネット2（A管、第1奏者のみB♭管持ち替え）、ファゴット3（第3奏者コントラファゴット持ち替え）

- 金管楽器：ホルン4、トランペット3、トロンボーン3（第3奏者バス・トロンボーン持ち替え）、チューバ

- その他：ティンパニ、ベースドラム(ティンパニ奏者が兼務可)、弦五部（第1ヴァイオリン8、第2ヴァイオリン8、ヴィオラ6、チェロ4、コントラバス4、ただし一部人数を増やして演奏される場合あり）

## 構成
全3楽章の構成であるが、第2楽章のアリアを2つに分けることがあるため、4楽章とすることもある。演奏時間は約22分。
第1楽章 トッカータ（toccata）
ニ長調を基調とし、自由な形式によるトッカータである（速度は4分音符＝120）。
第2楽章 アリア I／II（Aria I／II）
第1のアリアはニ長調（速度は4分音符＝116）、3部形式。第2のアリアは嬰ヘ短調（速度は8分音符＝48）。
第3楽章 カプリッチョ（capriccio）
ニ長調（速度は8分音符＝120）。

## 録音
最初の録音は1935年になされ、初演者のドゥシュキンとストラヴィンスキー（指揮）、ラムルー管弦楽団がポリドールにSP録音を行っている。またストラヴィンスキーは本作を2回録音を行っており、2度目は1961年（2月12日）に、アイザック・スターンの独奏、作曲者の指揮による（演奏はコロンビア交響楽団）。

## バレエ
1941年、バジル大佐のオリジナル・バレエ・リュスでバレエ『欄干』(Balustrade)としてニューヨークで公演された。ジョージ・バランシンの振付、パヴェル・チェリチェフの美術・衣裳による。このバレエについて、ストラヴィンスキーは「私の全バレー曲を通じて、視覚的には、一番満足ゆくもののひとつ」と述べている。
ストラヴィンスキー没後の1972年に行われたストラヴィンスキー・フェスティバルでも、ニューヨーク・シティ・バレエ団によってバレエとして上演された。バランシンはすでに元の振付を覚えていなかったため、新たに振付をやり直した。

## 参考資料
- 『作曲家別名曲解説ライブラリー25 ストラヴィンスキー』　音楽之友社,1995年
- 『ストラヴィンスキー、ベルク：ヴァイオリン協奏曲』（アルテュール・グリュミオー(vn),エルネスト・ブール指揮,コンセルトヘボウ管弦楽団）解説書、デッカ・レコード（旧フィリップス）
- Eric Walter White (1979) [1966]. Stravinsky: The Composer and his Works (2nd ed.). University of California Press. ISBN 0520039858